# Les Bûcherons du marais
Les Bûcherons du marais (Swamp Loggers) est une émission de téléréalité américaine diffusée entre le 15 juin 2009 et 10 janvier 2012 sur la chaîne Discovery Channel.
En France, l'émission est diffusée sur RMC Découverte.
Camions keenworth
Materiel tigercat 
Pick up Ford serie F heavy duty 4x4

## Concept
L'Entreprise Goodson's All-Terrain Logging dans les marais de la Caroline du Nord (principalement dans le comté de Pender où une grande partie est filmée).
Certains des thèmes récurrents de la série est d'essayer d'obtenir des charges de 100 grumes expédiées par semaine, si l'équipe l'obtient il a droit à un bonus d'environ 75 dollars et un barbecue payés par Bobby et cuits par Dave (75 charges est généralement considéré comme le point d'équilibre financier (point où les dépenses de Bobby sont couvertes). Les principales difficultés constantes rencontrées dans la série sont le mauvais temps, le mauvais état des routes et des pannes d'équipement, ainsi que les incertitudes concernant les acheteurs de bois et les propriétaires fonciers (au motif que Goodson est embauché pour travailler sur les parcelles de la compagnie Corbett). La papetière leur cause beaucoup de soucis pour les livraisons.

## Épisodes
| Saison | Saison | Épisodes | Début            | Fin              |
| ------ | ------ | -------- | ---------------- | ---------------- |
|        | 01     | 4        | 15 juin 2009     | N/C              |
|        | 02     | 10       | 15 janvier 2010  | 25 mai 2010      |
|        | 03     | 10       | 8 octobre 2010   | 10 décembre 2010 |
|        | 04     | 7        | 17 juin 2011     | 29 juillet 2011  |
|        | 05     | 5        | 13 décembre 2011 | 10 janvier 2012  |

### Saison 01 (2009)
1. En plein bourbier (Cutting It Up in the Muck)
2. Le salaire de la peur (Logging for Steak)
3. La loi du plus fort (Tough Times Ahead)
4. Le pire reste à venir (Only the Strong Survive)

### Saison 02 (2010)
1. Retour dans les marais (Return to the Swamp)
2. La mine d'or (Money Pit)
3. Trempés de la tête aux pieds (Waterlogged)
4. Le bois dans la peau (Swamp Fever)
5. Au cœur de l'orage (The Storm)
6. Sale temps pour les Goodson (The Comeback Kid)
7. Naufrage total (Sink or Swim)
8. Dans la douleur (Growing Pains)
9. A la merci des marais (Rising Waters)
10. Sans issue (Nowhere to Go)

### Saison 03 (2010)
1. Bobby sous pression (Crisis at the Mill)
2. Diviser pour mieux régner (Split Tracks)
3. Une réputation en jeu (Juggling Act)
4. Bucherons sous tension (Down to the Wire)
5. Sous les trombes d'eau (Rainy Days)
6. Course contre la montre (Setbacks)
7. Pénurie de camions (Truck Wars)
8. Destination Hillburn (Put to the Test)
9. Drame personnel (Wake Up Call)
10. La loi de Murphy (Murphy's Law)

### Saison 04 (2011)
1. Tempête de neige (Snow Days)
2. Routes de la discorde (Road Warriors)
3. Litige entre voisin (Land Dispute)
4. Une semaine d'enfer (Hell of a Week)
5. Tous mobilisés (Crisis of Faith)
6. Tous ensemble (All In)
7. Pulp Friction (Pulp Friction)
8. Le clash de trop (Redemption)

### Saison 05 (2011-2012)
1. Situation de crise (Buckle Down)
2. Un moral en bois (No End in Sight)
3. Un avenir en sursis (The Tipping Point)
4. Rien ne va plus (Blame Game)
5. Au bord du désastre (On the Move Again)

## EntrepriseGoodson's All-Terrain Logging
- Bobby Goodson - Propriétaire
- Justin Goodson - En partie Propriétaire / Contremaître (le fils de Bobby)
- Lori Goodson - Office Manager (la femme de Bobby / la sœur de Dave)
- Dave Mueller - Chef opérateur chargeuse
- Simitrio Ruiz - conducteur de tracteur / abatteuse
- Durley Hicks - opérateur
- Joe "Monkey" Nagy - Chauffeur poids-lourd
- Milton "Bo" Malpass - Chauffeur poids-lourd (le frère de Joy)
- Joy "Baby Doll" Craft - Chauffeur poids-lourd (la sœur de Bo)
- Gary Foy - Chauffeur poids-lourd
- Wayne Sowers - Chauffeur poids-lourd

## EntrepriseCorbett Timber co.
- John Deans - Gestion foncière
- David Robinson - Acquisition forestière